# Columna Maroto
La columna «Maroto» fue una unidad de milicias que operó al comienzo de la Guerra civil española.

## Historial
La columna fue fundada en Alicante, en el verano de 1936, por el dirigente anarquista granadino Francisco Maroto del Ojo. En un primer momento quedó compuesta por 270 milicianos de base anarquista. Tras quedar formada, el 6 de agosto la columna salió de la capital alicantina y se dirigió al frente de Granada; logró alcanzar la localidad de Guadix, donde estableció su cuartel general. En esta zona logró reclutar más voluntarios, hasta alcanzar la columna el millar de efectivos.
Sus acciones militares, sin embargo, fueron nulas. La columna «Maroto» llegó a tomar parte en el ataque contra Güéjar Sierra, pero nunca estuvo en condiciones de retomar la ciudad de Granada. A finales de 1936 los intentos de militarización de esta milicia encontraron la oposición de su comandante, Maroto del Ojo.
Tras su militarización la unidad desapareció y sus efectivos servirían para la creación de las brigadas mixtas 89.ª y 147.ª, en el frente de Andalucía.